# Doctrina de los gobiernos de facto
La doctrina de los gobiernos de facto es una doctrina de origen jurisprudencial elaborada por la Corte Suprema de Justicia de la Nación de la República Argentina para convalidar los actos normativos de las dictaduras militares que se instalaron en el país durante el siglo XX y de ese modo legitimarlas.

## Antecedente
Luego de su victoria en la batalla de Pavón y el colapso del gobierno nacional de la Confederación Argentina, el gobernador de Buenos Aires, Bartolomé Mitre, tomó de facto el Poder Ejecutivo Nacional bajo el título de encargado. En 1865 en un conflicto de importancia menor relativo al pago de una letra de cambio que había sido anulado por Mitre, la Corte Suprema de Justicia de la Nación declaró en el caso «Martínez, Baldomero y otro» (Fallos, 2:127)  que «el gobernador de Buenos Aires y general en jefe de su ejército, fue autoridad competente para decidir en esa clase de asuntos, por ser quien ejercía provisoriamente todos los poderes nacionales, después de la batalla de Pavón, con el derecho de la revolución triunfante y asentida por los pueblos, y en virtud de los graves deberes que la victoria imponía».

## Acordada de 1930 de la Corte Suprema de Justicia
El 6 de septiembre de 1930 las Fuerzas Armadas argentinas ejecutaron un golpe de Estado y derrocaron al presidente Hipólito Yrigoyen, dando inicio a una serie de golpes y gobiernos cívico-militares que se extendieron durante la mayor parte del siglo XX, y abortando todas las experiencias democráticas intentadas antes de 1983.
En forma inmediata al asumir el gobierno, el jefe del golpe de Estado triunfante  José Félix Uriburu envió una comunicación a la Corte Suprema de Justicia de la Nación haciéndole saber la constitución de un gobierno provisional para la Nación. El Tribunal resolvió por unanimidad el 10 de septiembre de 1930 acusar recibo de la nota mediante una acordada, que no es un fallo que se dicta en un caso concreto, cuyo contenido dio origen a la doctrina de los gobiernos de facto. En ella expresaron:
- que ese gobierno se encuentra en posesión de las fuerzas militares y policiales necesarias para asegurar la paz y el orden de la Nación, y por consiguiente para proteger la libertad, la vida y la propiedad de las personas, y ha declarado, además, en actos públicos, que mantendrá la supremacía de la Constitución y de las leyes fundamentales del país, en el ejercicio del poder;
- que esta Corte ha declarado, respecto de los funcionarios de hecho, “que la doctrina constitucional e internacional se uniforma en el sentido de dar validez a sus actos, cualquiera que pueda ser el vicio o deficiencia de sus nombramientos o de su elección, fundándose en razones de policía y de necesidad y con el fin de mantener protegido al público y a los individuos cuyos intereses puedan ser afectados, ya que no les sería posible a estos últimos realizar investigaciones ni discutir la legalidad de las designaciones de funcionarios que se hallan en aparente posesión de sus poderes y funciones;
- que el gobierno provisional que acaba de constituirse en el país es, pues, un gobierno de facto cuyo título no puede ser judicialmente discutido con todo éxito por las personas en cuanto ejercita la función administrativa y policial derivada de su posesión de la fuerza;
- que ello no obstante, si normalizada la situación, en el desenvolvimiento de la acción del gobierno “de facto”, los funcionarios que lo integran desconocieran las garantías individuales o las de la propiedad u otras de las aseguradas por la Constitución, la Administración de Justicia encargada de hacer cumplir ésta las restablecería en las mismas condiciones y con el mismo alcance que lo habría hecho con el Poder Ejecutivo de derecho.

Los miembros de la Corte Suprema que emitieron la Acordada del 10 de septiembre de 1930 fueron José Figueroa Alcorta, Roberto Repetto, Ricardo Guido Lavalle y Antonio Sagarna, en tanto que el procurador general fue Horacio Rodríguez Larreta.
Al producirse el golpe de Estado del 4 de junio de 1943 los jueces de la Corte Suprema de Justicia permanecieron en sus cargos y continuaron aplicando los principios de la acordada de 1930.

## El problema de la continuidad jurídica
Producida la toma del poder por la fuerza, los jueces de la Corte Suprema de Justicia tenían que optar entre tres alternativas:
- renunciar a sus cargos;
- aceptar el hecho consumado tal como venía o
- colocarse ante el hecho consumado reconociendo que carecían de la fuerza necesaria para modificar el curso de los acontecimientos y tratar de salvar algunos valores institucionales que todavía podían serlo.

Esta última fue la elección de la Corte, que:

Ejerció una función de salvación institucional en resguardo de los derechos humanos y de la independencia del Poder Judicial. Fue como si les hubiera dicho a los militares adueñados del poder político: reconozco el poder fáctico que ustedes ejercen, pues de otro modo en el país no habría orden y autoridad sino caos, pero bajo la condición de que respeten ‘las garantías individuales aseguradas por la Constitución’; si no lo hacen, los jueces nos encargaremos de restablecer esas garantías. De esta manera…la Corte salvó nada menos que la parte dogmática de la Constitución en sus aspectos centrales y se reservó el control judicial de constitucionalidad” 

Una de las cuestiones capitales de los gobiernos dictatoriales es la continuidad jurídica y la validez de las normas que puedan haber sido dictadas durante los mismos. Si un gobierno dictatorial es considerado ilegítimo, entonces también lo serían los actos y normas por él realizados, los que quedarían sin valor alguno una vez que cesara la fuerza que obligaba a su obediencia. Ello traía considerables problemas económicos y políticos, para aquellos que pretendían contratar con los funcionarios que usurpaban el Estado o que aceptaban (y se beneficiaban con) las normas que ellos dictaban. De este modo toda la lógica del golpe de Estado caía, pues si sus actos pudieran quedar sin efecto simplemente por el hecho de cesar la usurpación del poder, se perdía gran parte de la razón de ser de los mismos.
Una de las funciones esenciales de la doctrina de los gobiernos de facto buscó resolver la cuestión. Al aceptar la situación de fuerza como un hecho (facto) que explicaba la continuidad del Estado, las normas dictadas por los usurpadores adquieren continuidad y legalidad como parte indisoluble del sistema jurídico estatal.

## Casos "Municipalidad vs. Mayer", "Arlandini" y "Ziella"
Entre 1945 y 1947 la Corte Suprema dictó varios fallos ratificando y precisando la doctrina de los gobiernos de facto. 
En "Municipalidad vs. Mayer" (Fallos 201:266) la Corte Suprema le reconoció a los gobiernos de facto facultades legislativas, las que serían ejercidas mediante un tipo de norma denominadas decretos-leyes, pero estableció las siguientes limitaciones:
- que su sanción fuera necesaria para el ejercicio de las funciones de gobierno y el cumplimiento de los fines de la revolución;
- que esas normas perdían validez al finalizar el gobierno de facto...

Por esa razón, si el Estado pretendía que algún decreto-ley tuviera continuidad, el mismo debía ser ratificado por el Congreso Nacional. Esa fue la razón de la sanción de la llamada ley "ómnibus" 12.912 de 1947, ratificando varios decretos-leyes sancionados durante los gobiernos militares de Arturo Rawson, Pedro Pablo Ramírez y Edelmiro Farrell (1943-1945).
En "Arlandini" (Fallos 208:185) la Corte profundizó la doctrina sosteniendo que los jueces no podían revisar la oportunidad ni los fines de los decretos-leyes sancionados durante gobiernos de facto.  
Finalmente en "Ziella" (Fallos, 209:26) la Corte estableció la continuidad automática de las normas dictatoriales luego de finalizado el gobierno de fuerza que las sancionó, sosteniendo que "los decretos-leyes dictados por el gobierno de facto son válidos por razón de su origen y, puesto que tienen el valor de leyes, subsisten aunque no hayan sido ratificados por el Congreso mientras no sean derogados de la única manera que éstas pueden serlo, es decir por otras leyes".

## La Constitución de 1994
Durante la Convención Constituyente que en 1994 reformó el texto de la Constitución Argentina se discutió largamente la doctrina de los gobiernos de facto y la forma de evitar que la misma pudiera volver a invocarse en un eventual golpe de Estado futuro.
El resultado fue la aprobación del primer párrafo del artículo 36 de la Constitución Nacional, conocido también como de "defensa de la democracia o defensa del orden constitucional".

Esta Constitución mantendrá su imperio aun cuando se interrumpiere su observancia por actos de fuerza contra el orden institucional y el sistema democrático. Estos actos serán insanablemente nulos.

Este artículo dejó sin efecto la doctrina jurisprudencial de los gobiernos de facto, tal como fue desarrollada por la Corte Suprema argentina, retomando los antecedentes del artículo 21 del proyecto constitucional del Juan B. Alberdi ("Toda autoridad usurpada es ineficaz; sus actos son nulos...") y del art. 21 la reforma constitucional de 1949.
Si bien la mayoría de los convencionales rechazaron la doctrina de los gobiernos de facto, se presentaron dos enfoques, aunque no necesariamente opuestos:
- uno que, haciendo hincapié en la ilegalidad absoluta de una dictadura, proponía no reconocer ningún valor a sus actos de gobierno (punto de vista expuesto por Eugenio Zaffaroni);
- otra que, haciendo hincapié en la necesidad de la continuidad del Estado, proponía una solución más prudente que no dejara automáticamente sin efecto las normas dictadas durante la dictadura (punto de vista expuesto por Elisa Carrió).

Finalmente se llegó a aprobar el texto: «Estos actos serán insanablemente nulos».
Sin embargo no parece haber consenso entre los especialistas sobre lo que realmente quiere decir esa frase del artículo 36: 
- Una posición sostiene que, en caso de producirse un golpe de Estado, todas las normas que dictara serían "insanablemente nulas", y no podrían por lo tanto ser convalidadas, ni siquiera por el Congreso Nacional, una vez restablecido en sus funciones.
- Otra posición sostiene que los únicos actos que serían insanablemente nulos son "los actos de fuerza contra el orden institucional y el sistema democrático". Por lo tanto no serían inválidos todos los actos de la dictadura, y se precisaría que el Congreso Nacional (y eventualmente el Poder Judicial), una vez restablecido en funciones, tomara la decisión sobre qué actos concretos de la dictadura deben considerarse como actos de fuerza contra el orden institucional y el sistema democrático".

## La cuestión de la prescripción
Una de las cuestiones puntuales más importantes relacionadas con la doctrina de los gobiernos de facto es el de la prescripción. Uno de los corolarios básicos de esta doctrina, es que la prescripción no se ve afectada por la imposición de una dictadura. Esta regla ha llevado al rechazo de gran cantidad de acciones judiciales iniciadas por víctimas de las dictaduras luego de que estas terminaran, invocando que, debido a que había pasado mucho tiempo, las acciones estaban prescritas.[cita requerida]